# دوغ ساذرلاند
دوغ ساذرلاند (بالإنجليزية: Doug Sutherland)‏ هو لاعب كرة قدم أمريكية أمريكي، ولد في 1 أبريل 1948 في سوبريور في الولايات المتحدة.

## وصلات خارجية
- دوغ ساذرلاند على موقع مرجع كرة القدم المحترفة.كوم (الإنجليزية)